# Giro del Trentino 1999
Il Giro del Trentino 1999, ventitreesima edizione della corsa, si svolse dal 26 al 29 aprile su un percorso di 697 km ripartiti in 4 tappe, con partenza a Lienz e arrivo ad Arco. Fu vinto dall'italiano Paolo Savoldelli della Saeco davanti ai suoi connazionali Gilberto Simoni e Marco Pantani.

## Tappe
| Tappa  | Data      | Percorso              | km  | Vincitore di tappa    | Leader cl. generale |
| ------ | --------- | --------------------- | --- | --------------------- | ------------------- |
| 1ª     | 26 aprile | Lienz > Lienz         | 205 | Paolo Savoldelli      | Paolo Savoldelli    |
| 2ª     | 27 aprile | Lienz > Passo Mendola | 176 | Riccardo Forconi      | Paolo Savoldelli    |
| 3ª     | 28 aprile | Fondo > Malcesine     | 161 | Oscar Camenzind       | Paolo Savoldelli    |
| 4ª     | 29 aprile | Riva del Garda > Arco | 155 | Alexander Gontchenkov | Paolo Savoldelli    |
| Totale | Totale    | Totale                | 697 |                       |                     |

## Dettagli delle tappe

### 1ª tappa
- 26 aprile: Lienz > Lienz – 205 km

| Pos. | Corridore          | Squadra       | Tempo    |
| ---- | ------------------ | ------------- | -------- |
| 1    | Paolo Savoldelli   | Saeco         | 6h05'36" |
| 2    | Jens Heppner       | Telekom       | a 5"     |
| 3    | Cristian Gasperoni | Cantina Tollo | s.t.     |

| Pos. | Corridore          | Squadra       | Tempo    |
| ---- | ------------------ | ------------- | -------- |
| 1    | Paolo Savoldelli   | Saeco         | 6h05'31" |
| 2    | Jens Heppner       | Telekom       | a 7"     |
| 3    | Cristian Gasperoni | Cantina Tollo | a 9"     |

### 2ª tappa
- 27 aprile: Lienz > Passo Mendola – 176 km

| Pos. | Corridore        | Squadra           | Tempo    |
| ---- | ---------------- | ----------------- | -------- |
| 1    | Riccardo Forconi | Mercatone Uno     | 4h36'14" |
| 2    | Gilberto Simoni  | Ballan            | s.t.     |
| 3    | Daniel Clavero   | Vitalicio Seguros | s.t.     |

| Pos. | Corridore        | Squadra           | Tempo     |
| ---- | ---------------- | ----------------- | --------- |
| 1    | Paolo Savoldelli | Saeco             | 10h41'45" |
| 2    | Gilberto Simoni  | Ballan            | a 7"      |
| 3    | Daniel Clavero   | Vitalicio Seguros | a 9"      |

### 3ª tappa
- 28 aprile: Fondo > Malcesine – 161 km

| Pos. | Corridore          | Squadra       | Tempo    |
| ---- | ------------------ | ------------- | -------- |
| 1    | Oscar Camenzind    | Lampre        | 3h45'27" |
| 2    | Marco Pantani      | Mercatone Uno | s.t.     |
| 3    | Gabriele Missaglia | Lampre        | s.t.     |

| Pos. | Corridore        | Squadra       | Tempo     |
| ---- | ---------------- | ------------- | --------- |
| 1    | Paolo Savoldelli | Saeco         | 14h27'12" |
| 2    | Marco Pantani    | Mercatone Uno | a 7"      |
| 3    | Gilberto Simoni  | Ballan        | s.t.      |

### 4ª tappa
- 29 aprile: Riva del Garda > Arco – 155 km

| Pos. | Corridore             | Squadra  | Tempo    |
| ---- | --------------------- | -------- | -------- |
| 1    | Alexander Gontchenkov | Ballan   | 3h51'37" |
| 2    | Danilo Hondo          | Telekom  | s.t.     |
| 3    | Gerrit Glomser        | Navigare | s.t.     |

| Pos. | Corridore        | Squadra       | Tempo     |
| ---- | ---------------- | ------------- | --------- |
| 1    | Paolo Savoldelli | Saeco         | 18h18'49" |
| 2    | Gilberto Simoni  | Ballan        | a 7"      |
| 3    | Marco Pantani    | Mercatone Uno | s.t.      |

## Classifiche finali

### Classifica generale
| Pos. | Corridore           | Squadra        | Tempo     |
| ---- | ------------------- | -------------- | --------- |
| 1    | Paolo Savoldelli    | Saeco          | 18h18'49" |
| 2    | Gilberto Simoni     | Ballan-Alessio | a 7"      |
| 3    | Marco Pantani       | Mercatone Uno  | s.t.      |
| 4    | Daniel Clavero      | Vitalicio S.   | a 9"      |
| 5    | Roberto Sgambelluri | Cantina Tollo  | a 10"     |
| 6    | Ivan Gotti          | Team Polti     | s.t.      |
| 7    | Timothy Jones       | Amore & Vita   | s.t.      |
| 8    | Massimo Podenzana   | Mercatone Uno  | s.t.      |
| 9    | Hernán Buenahora    | Vitalicio S.   | s.t.      |
| 10   | Nicola Miceli       | Liquigas-Pata  | a 34"     |